# 文芸学
文芸学（ぶんげいがく）は、文学を研究の対象とする学問である。ドイツ語Literaturwissenschaftの訳語とされる場合もあり、英語ではliterary criticismと重なるが、それぞれと一致するものではない。

## 概説

### 近代の制度的学問としての文学研究
学問の規定は対象による場合もあれば方法論による場合もある。文学は古来研究対象となってきたが、古い時代の研究はより古い時代の文学作品をよりよく読むことが主目的であり、文学研究は言語研究と一体化するものでもあった。近代に入り、学問が制度化するにつれて自己規定の必要に迫られたときに、ドイツではアウグスト・ベックがこれをフィロロギー（文献学、独: Philologie）としたが、これは国民文化全体の研究として文学研究よりも広い概念であった。そして以後ドイツでは、英語圏、ドイツ語圏、フランス語圏等の対象の領域ごとにフィロロギーを下位区分して、その下にさらに部分領域をつくる区分が主流であった。

### 日本における問題
日本でも、明治以来ドイツの影響の下、大学で学問が制度化されるときに、英文学ないし英語英（米）文学のような専攻区分が一般的に行われた。これは研究の前提として言語を深く学ぶときに数多くを同時に修めることは困難であるという現実的問題にも合致したものであった。しかしここで日本独自の問題があった。英語を対象とする場合、専攻名称としては英語学となるが、英文学を対象とするものはやはり英文学となる。翻って文学を対象とする研究分野もまた文学と呼ばれる。ここに日本独特の曖昧さが生じ、文学を冠する学科に進む者は文学の実作を志す者であるというような誤解がしばしば生じたのも、この曖昧さの影響を証するものである。

### 文学研究の自己規定
19世紀の終わりから20世紀には、言語研究は言語学という国や地域によらない学問領域を育て、個別言語の研究はその部分領域であるという認識が広まってきた。これに対し、ドイツでは文学研究をLiteraturwissenschaftと呼ぶようになってきたが、日本では文学学と呼ぶことはできないこともあり、文芸学という呼称が次第に定着しつつある。
ただし、ドイツ語のLiteraturwissenschaftには、例えば英語で厳密に対応する言葉がない。そして比較的重なると思われるliterary criticismは日本語では「文芸評論」と訳されることも多く、実践としても重なる部分が多いが、これは日本では学問名称としては使いにくい（むろんこれは呼称の価値付けをしようとするものではない）。人文学の呼称は領域確定の問題を同時に含むものであるが、これが国ごとにが微妙にずれや交錯を含むため、こうした学問について地域性を完全に離れたものとして語ることは依然難しい状況にある。

### 現在の文芸学
現在文芸学という呼称を語るときには、日本での用法を基本とすることになる。その場合、文学を対象とする全ての分野を覆うものではなく、古い文章の本文批判、作者認定などの領域は（狭義の）文献学と呼ぶことが多くなっている（ただし日本では文献学は別の狭い意味で書誌学を指すこともあり、いずれにせよ問題は簡単ではない）。
この対照で言った場合、現在の文芸学は、写本や文字などとして固定されたモノとしての文学でなく、芸術としての文学を対象とする学問ということもできよう。
またこの分野の成立は、ヨーロッパやアメリカでの文学理論の興隆と時期を同じくしているため、文芸学という場合その影響下で文学・文化・歴史・哲学・芸術等の諸ジャンルを横断する学問というニュアンスをこめて、従来の文学研究との差異を際立たせようとする傾向もある。

## 部分あるいは関連領域・理論
文芸学の部分あるいは強い関連をもつ領域・理論としては次のようなものが挙げられる。
- 物語論
- 解釈学
- 間テクスト性
- ロシア・フォルマリズム
- 構造主義
- ポスト構造主義
- 談話分析
- 脱構築
- ジェンダー研究
- 比較文学

## 文芸学の研究・教育
大阪大学文学部・文学研究科に美学・文芸学履修コースが設置されている。文芸学履修コースは、現代文芸学と西洋古典学の統一を理念とするユニークな存在である。日本の大学には文芸学部を称するところもあるが、一般に文学系統と芸術学系統とを統合した形態のものであり、上述の意味での文芸学を専門とするという意味ではない。したがって主に従来の文学部等の組織の中で研究・教育が行われている。なお、近畿大学大学院に文芸学研究科があるが、ここは芸術学に関する専攻はなく、その点ではむしろ例外的に上記の概念規定に近くなっている。